# Vedovo aitante, bisognoso affetto offresi anche babysitter
Vedovo, aitante, bisognoso affetto offresi... anche babysitter (Kotch) è un film del 1971 diretto da Jack Lemmon.

## Premi
- Golden Globe 1972: migliore canzone originale
- Kansas City Film Critics Circle Awards 1972: miglior attore (Walter Matthau)